# Hradčany (district de Nymburk)
Pour les articles homonymes, voir Hradčany (homonymie).
Hradčany (en allemand : Ratschan) est une commune du district de Nymburk, dans la région de Bohême-Centrale, en République tchèque. Sa population s'élevait à 268 habitants en 2020.

## Géographie
Hradčany se trouve à 11 km à l'est de Poděbrady, à 17 km à l'est-sud-est de Nymburk et à 61 km à l'est-nord-est de Prague.
La commune est limitée par Opočnice et par Dlouhopolsko au nord, par Kněžičky à l'est, par Žehuň et Dobšice au sud, et par Kolaje à l'ouest.

## Histoire
La première mention écrite de la localité date de 1790.